# Camamu
Camamu is een gemeente in de Braziliaanse deelstaat Bahia. De gemeente telt 32.881 inwoners (schatting 2009).